# Civil War
"Civil War" je pjesma američkog glazbenog sastava Guns N' Roses, koja se prvi puta pojavila na albumu iz 1990. Nobody's Child: Romanian Angel Appeal, humanitarnoj kompilaciji za rumunjsku siročad. Pjesma je o protestu protiv rata, i da rat između svega "Feeds the rich while it buries the por" (Hrani/obogaćuje bogate a zakopaje siromašne). Američka vojska u vrijeme kada je pjesma snimljena nije bila u nekim većim ratovima, pa je pjesma posvećena vijetnamskom ratu iz 60-tih godina prošlog stoljeća. Pjesmu su napisali Axl Rose, Slash i Duff McKagan.
Slash kaže kako je pjesma bila instrumental koju je on napisao baš prije nego što je sastav krenuo na japanski dio svjetske turneje Appetite for Destruction. Axl je napisao riječi, i to je izgledalo kao prava pjesma na provjeri u Australiji
Guns N' Roses su izvodili tu pjesmu na Farm Aidu 7. travnja 1990. I to je prva pjesma na albumu Use Your Illusion II i također se pojavljuje na kompilaciji Guns N' Rosesa Greatest Hits.
Između svega, u pjesmi se spominje ubojstvo Johna Kennedyja u dijelu: "And in my first memories they shot Kennedy" kao i borba za ljudska prava i rat u Vijetnamu.
27. rujna 1993., Duff McKagan je u intervjuu objasnio kako je pjesma nastala: "Uglavnom, to je bio rif koji smo svirali za provjeru zvuka. Axl je uskočio sa nekoliko stihova na početku. I... Ja sam išao na mirovni pohod kad sam bio mali, s mamom. Imao sam oko 4 godine. Za govor Marthina Luthera Kinga. To je dio: Did you wear the black armband when they shot the man who said: "Peace could last forever?". To je istinsko životno iskustvo, uistinu."
U pjesmi se pojavljuje i govor Srothera Martina (What we've got here is..failure to communicate. Some men you just can't reach. So you get what we had last year, which is the way he wants it..well, he gets it. I don't like it any more than you men.) I govor peruanskog generala ("We practice selective annihilation of mayors and government officials, for example, to create a vacuum, then we fill that vacuum. As popular war advances, peace is closer").
"Civil War" je zadnja pjesma koju je svirao bubnjar Steven Adler prije nego što ga je zamijenio Matt Sorum.
Uvodni govor iz pjesme je ponovno korišten u pjesmi "Madagascar" koja se pojavljuje na albumu Chinese Democracy.

## Vanjske poveznice
- O pjesmi  Arhivirana inačica izvorne stranice od 9. prosinca 2022. (Wayback Machine)
- Tekst pjesme  Arhivirana inačica izvorne stranice od 28. prosinca 2008. (Wayback Machine)